# Надлишковий захист
Надлишковий захист — захист з «запасом», тобто число захисту перевищує число атакуючих фігур, важливого пункту позиції, навколо якого повинна розгорнутися боротьба. Термін введений в шахову теорію Ароном Німцовичем.
Фігури, які здійснюють надлишковий захист, крім того, що зміцнюють стратегічно важливі пункти, займають при цьому хороші у всіх сенсах позиції і, отже, виграють у значенні.
Успішно надлишковий захист застосовується тільки по відношенню до сильних пунктів. Подібний захист до слабких пунктів, як правило, призводить до пасивної позиції захисту.

## Приклад
|   | a | b | c | d | e | f | g | h |   |
| 8 | a8 чорна тура · e8 чорний король · f8 чорний слон · g8 чорний кінь · h8 чорна тура · a7 чорний пішак · b7 чорний пішак · d7 чорний кінь · f7 чорний пішак · g7 чорний пішак · h7 чорний пішак · a6 чорний ферзь · c6 чорний пішак · e6 чорний пішак · d5 чорний пішак · e5 білий пішак · d4 білий пішак · a2 білий пішак · b2 білий пішак · c2 білий пішак · e2 білий кінь · f2 білий пішак · g2 білий пішак · h2 білий пішак · a1 біла тура · b1 білий кінь · c1 білий слон · d1 білий ферзь · f1 біла тура · g1 білий король | a8 чорна тура · e8 чорний король · f8 чорний слон · g8 чорний кінь · h8 чорна тура · a7 чорний пішак · b7 чорний пішак · d7 чорний кінь · f7 чорний пішак · g7 чорний пішак · h7 чорний пішак · a6 чорний ферзь · c6 чорний пішак · e6 чорний пішак · d5 чорний пішак · e5 білий пішак · d4 білий пішак · a2 білий пішак · b2 білий пішак · c2 білий пішак · e2 білий кінь · f2 білий пішак · g2 білий пішак · h2 білий пішак · a1 біла тура · b1 білий кінь · c1 білий слон · d1 білий ферзь · f1 біла тура · g1 білий король | a8 чорна тура · e8 чорний король · f8 чорний слон · g8 чорний кінь · h8 чорна тура · a7 чорний пішак · b7 чорний пішак · d7 чорний кінь · f7 чорний пішак · g7 чорний пішак · h7 чорний пішак · a6 чорний ферзь · c6 чорний пішак · e6 чорний пішак · d5 чорний пішак · e5 білий пішак · d4 білий пішак · a2 білий пішак · b2 білий пішак · c2 білий пішак · e2 білий кінь · f2 білий пішак · g2 білий пішак · h2 білий пішак · a1 біла тура · b1 білий кінь · c1 білий слон · d1 білий ферзь · f1 біла тура · g1 білий король | a8 чорна тура · e8 чорний король · f8 чорний слон · g8 чорний кінь · h8 чорна тура · a7 чорний пішак · b7 чорний пішак · d7 чорний кінь · f7 чорний пішак · g7 чорний пішак · h7 чорний пішак · a6 чорний ферзь · c6 чорний пішак · e6 чорний пішак · d5 чорний пішак · e5 білий пішак · d4 білий пішак · a2 білий пішак · b2 білий пішак · c2 білий пішак · e2 білий кінь · f2 білий пішак · g2 білий пішак · h2 білий пішак · a1 біла тура · b1 білий кінь · c1 білий слон · d1 білий ферзь · f1 біла тура · g1 білий король | a8 чорна тура · e8 чорний король · f8 чорний слон · g8 чорний кінь · h8 чорна тура · a7 чорний пішак · b7 чорний пішак · d7 чорний кінь · f7 чорний пішак · g7 чорний пішак · h7 чорний пішак · a6 чорний ферзь · c6 чорний пішак · e6 чорний пішак · d5 чорний пішак · e5 білий пішак · d4 білий пішак · a2 білий пішак · b2 білий пішак · c2 білий пішак · e2 білий кінь · f2 білий пішак · g2 білий пішак · h2 білий пішак · a1 біла тура · b1 білий кінь · c1 білий слон · d1 білий ферзь · f1 біла тура · g1 білий король | a8 чорна тура · e8 чорний король · f8 чорний слон · g8 чорний кінь · h8 чорна тура · a7 чорний пішак · b7 чорний пішак · d7 чорний кінь · f7 чорний пішак · g7 чорний пішак · h7 чорний пішак · a6 чорний ферзь · c6 чорний пішак · e6 чорний пішак · d5 чорний пішак · e5 білий пішак · d4 білий пішак · a2 білий пішак · b2 білий пішак · c2 білий пішак · e2 білий кінь · f2 білий пішак · g2 білий пішак · h2 білий пішак · a1 біла тура · b1 білий кінь · c1 білий слон · d1 білий ферзь · f1 біла тура · g1 білий король | a8 чорна тура · e8 чорний король · f8 чорний слон · g8 чорний кінь · h8 чорна тура · a7 чорний пішак · b7 чорний пішак · d7 чорний кінь · f7 чорний пішак · g7 чорний пішак · h7 чорний пішак · a6 чорний ферзь · c6 чорний пішак · e6 чорний пішак · d5 чорний пішак · e5 білий пішак · d4 білий пішак · a2 білий пішак · b2 білий пішак · c2 білий пішак · e2 білий кінь · f2 білий пішак · g2 білий пішак · h2 білий пішак · a1 біла тура · b1 білий кінь · c1 білий слон · d1 білий ферзь · f1 біла тура · g1 білий король | a8 чорна тура · e8 чорний король · f8 чорний слон · g8 чорний кінь · h8 чорна тура · a7 чорний пішак · b7 чорний пішак · d7 чорний кінь · f7 чорний пішак · g7 чорний пішак · h7 чорний пішак · a6 чорний ферзь · c6 чорний пішак · e6 чорний пішак · d5 чорний пішак · e5 білий пішак · d4 білий пішак · a2 білий пішак · b2 білий пішак · c2 білий пішак · e2 білий кінь · f2 білий пішак · g2 білий пішак · h2 білий пішак · a1 біла тура · b1 білий кінь · c1 білий слон · d1 білий ферзь · f1 біла тура · g1 білий король | 8 |
| 7 | a8 чорна тура · e8 чорний король · f8 чорний слон · g8 чорний кінь · h8 чорна тура · a7 чорний пішак · b7 чорний пішак · d7 чорний кінь · f7 чорний пішак · g7 чорний пішак · h7 чорний пішак · a6 чорний ферзь · c6 чорний пішак · e6 чорний пішак · d5 чорний пішак · e5 білий пішак · d4 білий пішак · a2 білий пішак · b2 білий пішак · c2 білий пішак · e2 білий кінь · f2 білий пішак · g2 білий пішак · h2 білий пішак · a1 біла тура · b1 білий кінь · c1 білий слон · d1 білий ферзь · f1 біла тура · g1 білий король | a8 чорна тура · e8 чорний король · f8 чорний слон · g8 чорний кінь · h8 чорна тура · a7 чорний пішак · b7 чорний пішак · d7 чорний кінь · f7 чорний пішак · g7 чорний пішак · h7 чорний пішак · a6 чорний ферзь · c6 чорний пішак · e6 чорний пішак · d5 чорний пішак · e5 білий пішак · d4 білий пішак · a2 білий пішак · b2 білий пішак · c2 білий пішак · e2 білий кінь · f2 білий пішак · g2 білий пішак · h2 білий пішак · a1 біла тура · b1 білий кінь · c1 білий слон · d1 білий ферзь · f1 біла тура · g1 білий король | a8 чорна тура · e8 чорний король · f8 чорний слон · g8 чорний кінь · h8 чорна тура · a7 чорний пішак · b7 чорний пішак · d7 чорний кінь · f7 чорний пішак · g7 чорний пішак · h7 чорний пішак · a6 чорний ферзь · c6 чорний пішак · e6 чорний пішак · d5 чорний пішак · e5 білий пішак · d4 білий пішак · a2 білий пішак · b2 білий пішак · c2 білий пішак · e2 білий кінь · f2 білий пішак · g2 білий пішак · h2 білий пішак · a1 біла тура · b1 білий кінь · c1 білий слон · d1 білий ферзь · f1 біла тура · g1 білий король | a8 чорна тура · e8 чорний король · f8 чорний слон · g8 чорний кінь · h8 чорна тура · a7 чорний пішак · b7 чорний пішак · d7 чорний кінь · f7 чорний пішак · g7 чорний пішак · h7 чорний пішак · a6 чорний ферзь · c6 чорний пішак · e6 чорний пішак · d5 чорний пішак · e5 білий пішак · d4 білий пішак · a2 білий пішак · b2 білий пішак · c2 білий пішак · e2 білий кінь · f2 білий пішак · g2 білий пішак · h2 білий пішак · a1 біла тура · b1 білий кінь · c1 білий слон · d1 білий ферзь · f1 біла тура · g1 білий король | a8 чорна тура · e8 чорний король · f8 чорний слон · g8 чорний кінь · h8 чорна тура · a7 чорний пішак · b7 чорний пішак · d7 чорний кінь · f7 чорний пішак · g7 чорний пішак · h7 чорний пішак · a6 чорний ферзь · c6 чорний пішак · e6 чорний пішак · d5 чорний пішак · e5 білий пішак · d4 білий пішак · a2 білий пішак · b2 білий пішак · c2 білий пішак · e2 білий кінь · f2 білий пішак · g2 білий пішак · h2 білий пішак · a1 біла тура · b1 білий кінь · c1 білий слон · d1 білий ферзь · f1 біла тура · g1 білий король | a8 чорна тура · e8 чорний король · f8 чорний слон · g8 чорний кінь · h8 чорна тура · a7 чорний пішак · b7 чорний пішак · d7 чорний кінь · f7 чорний пішак · g7 чорний пішак · h7 чорний пішак · a6 чорний ферзь · c6 чорний пішак · e6 чорний пішак · d5 чорний пішак · e5 білий пішак · d4 білий пішак · a2 білий пішак · b2 білий пішак · c2 білий пішак · e2 білий кінь · f2 білий пішак · g2 білий пішак · h2 білий пішак · a1 біла тура · b1 білий кінь · c1 білий слон · d1 білий ферзь · f1 біла тура · g1 білий король | a8 чорна тура · e8 чорний король · f8 чорний слон · g8 чорний кінь · h8 чорна тура · a7 чорний пішак · b7 чорний пішак · d7 чорний кінь · f7 чорний пішак · g7 чорний пішак · h7 чорний пішак · a6 чорний ферзь · c6 чорний пішак · e6 чорний пішак · d5 чорний пішак · e5 білий пішак · d4 білий пішак · a2 білий пішак · b2 білий пішак · c2 білий пішак · e2 білий кінь · f2 білий пішак · g2 білий пішак · h2 білий пішак · a1 біла тура · b1 білий кінь · c1 білий слон · d1 білий ферзь · f1 біла тура · g1 білий король | a8 чорна тура · e8 чорний король · f8 чорний слон · g8 чорний кінь · h8 чорна тура · a7 чорний пішак · b7 чорний пішак · d7 чорний кінь · f7 чорний пішак · g7 чорний пішак · h7 чорний пішак · a6 чорний ферзь · c6 чорний пішак · e6 чорний пішак · d5 чорний пішак · e5 білий пішак · d4 білий пішак · a2 білий пішак · b2 білий пішак · c2 білий пішак · e2 білий кінь · f2 білий пішак · g2 білий пішак · h2 білий пішак · a1 біла тура · b1 білий кінь · c1 білий слон · d1 білий ферзь · f1 біла тура · g1 білий король | 7 |
| 6 | a8 чорна тура · e8 чорний король · f8 чорний слон · g8 чорний кінь · h8 чорна тура · a7 чорний пішак · b7 чорний пішак · d7 чорний кінь · f7 чорний пішак · g7 чорний пішак · h7 чорний пішак · a6 чорний ферзь · c6 чорний пішак · e6 чорний пішак · d5 чорний пішак · e5 білий пішак · d4 білий пішак · a2 білий пішак · b2 білий пішак · c2 білий пішак · e2 білий кінь · f2 білий пішак · g2 білий пішак · h2 білий пішак · a1 біла тура · b1 білий кінь · c1 білий слон · d1 білий ферзь · f1 біла тура · g1 білий король | a8 чорна тура · e8 чорний король · f8 чорний слон · g8 чорний кінь · h8 чорна тура · a7 чорний пішак · b7 чорний пішак · d7 чорний кінь · f7 чорний пішак · g7 чорний пішак · h7 чорний пішак · a6 чорний ферзь · c6 чорний пішак · e6 чорний пішак · d5 чорний пішак · e5 білий пішак · d4 білий пішак · a2 білий пішак · b2 білий пішак · c2 білий пішак · e2 білий кінь · f2 білий пішак · g2 білий пішак · h2 білий пішак · a1 біла тура · b1 білий кінь · c1 білий слон · d1 білий ферзь · f1 біла тура · g1 білий король | a8 чорна тура · e8 чорний король · f8 чорний слон · g8 чорний кінь · h8 чорна тура · a7 чорний пішак · b7 чорний пішак · d7 чорний кінь · f7 чорний пішак · g7 чорний пішак · h7 чорний пішак · a6 чорний ферзь · c6 чорний пішак · e6 чорний пішак · d5 чорний пішак · e5 білий пішак · d4 білий пішак · a2 білий пішак · b2 білий пішак · c2 білий пішак · e2 білий кінь · f2 білий пішак · g2 білий пішак · h2 білий пішак · a1 біла тура · b1 білий кінь · c1 білий слон · d1 білий ферзь · f1 біла тура · g1 білий король | a8 чорна тура · e8 чорний король · f8 чорний слон · g8 чорний кінь · h8 чорна тура · a7 чорний пішак · b7 чорний пішак · d7 чорний кінь · f7 чорний пішак · g7 чорний пішак · h7 чорний пішак · a6 чорний ферзь · c6 чорний пішак · e6 чорний пішак · d5 чорний пішак · e5 білий пішак · d4 білий пішак · a2 білий пішак · b2 білий пішак · c2 білий пішак · e2 білий кінь · f2 білий пішак · g2 білий пішак · h2 білий пішак · a1 біла тура · b1 білий кінь · c1 білий слон · d1 білий ферзь · f1 біла тура · g1 білий король | a8 чорна тура · e8 чорний король · f8 чорний слон · g8 чорний кінь · h8 чорна тура · a7 чорний пішак · b7 чорний пішак · d7 чорний кінь · f7 чорний пішак · g7 чорний пішак · h7 чорний пішак · a6 чорний ферзь · c6 чорний пішак · e6 чорний пішак · d5 чорний пішак · e5 білий пішак · d4 білий пішак · a2 білий пішак · b2 білий пішак · c2 білий пішак · e2 білий кінь · f2 білий пішак · g2 білий пішак · h2 білий пішак · a1 біла тура · b1 білий кінь · c1 білий слон · d1 білий ферзь · f1 біла тура · g1 білий король | a8 чорна тура · e8 чорний король · f8 чорний слон · g8 чорний кінь · h8 чорна тура · a7 чорний пішак · b7 чорний пішак · d7 чорний кінь · f7 чорний пішак · g7 чорний пішак · h7 чорний пішак · a6 чорний ферзь · c6 чорний пішак · e6 чорний пішак · d5 чорний пішак · e5 білий пішак · d4 білий пішак · a2 білий пішак · b2 білий пішак · c2 білий пішак · e2 білий кінь · f2 білий пішак · g2 білий пішак · h2 білий пішак · a1 біла тура · b1 білий кінь · c1 білий слон · d1 білий ферзь · f1 біла тура · g1 білий король | a8 чорна тура · e8 чорний король · f8 чорний слон · g8 чорний кінь · h8 чорна тура · a7 чорний пішак · b7 чорний пішак · d7 чорний кінь · f7 чорний пішак · g7 чорний пішак · h7 чорний пішак · a6 чорний ферзь · c6 чорний пішак · e6 чорний пішак · d5 чорний пішак · e5 білий пішак · d4 білий пішак · a2 білий пішак · b2 білий пішак · c2 білий пішак · e2 білий кінь · f2 білий пішак · g2 білий пішак · h2 білий пішак · a1 біла тура · b1 білий кінь · c1 білий слон · d1 білий ферзь · f1 біла тура · g1 білий король | a8 чорна тура · e8 чорний король · f8 чорний слон · g8 чорний кінь · h8 чорна тура · a7 чорний пішак · b7 чорний пішак · d7 чорний кінь · f7 чорний пішак · g7 чорний пішак · h7 чорний пішак · a6 чорний ферзь · c6 чорний пішак · e6 чорний пішак · d5 чорний пішак · e5 білий пішак · d4 білий пішак · a2 білий пішак · b2 білий пішак · c2 білий пішак · e2 білий кінь · f2 білий пішак · g2 білий пішак · h2 білий пішак · a1 біла тура · b1 білий кінь · c1 білий слон · d1 білий ферзь · f1 біла тура · g1 білий король | 6 |
| 5 | a8 чорна тура · e8 чорний король · f8 чорний слон · g8 чорний кінь · h8 чорна тура · a7 чорний пішак · b7 чорний пішак · d7 чорний кінь · f7 чорний пішак · g7 чорний пішак · h7 чорний пішак · a6 чорний ферзь · c6 чорний пішак · e6 чорний пішак · d5 чорний пішак · e5 білий пішак · d4 білий пішак · a2 білий пішак · b2 білий пішак · c2 білий пішак · e2 білий кінь · f2 білий пішак · g2 білий пішак · h2 білий пішак · a1 біла тура · b1 білий кінь · c1 білий слон · d1 білий ферзь · f1 біла тура · g1 білий король | a8 чорна тура · e8 чорний король · f8 чорний слон · g8 чорний кінь · h8 чорна тура · a7 чорний пішак · b7 чорний пішак · d7 чорний кінь · f7 чорний пішак · g7 чорний пішак · h7 чорний пішак · a6 чорний ферзь · c6 чорний пішак · e6 чорний пішак · d5 чорний пішак · e5 білий пішак · d4 білий пішак · a2 білий пішак · b2 білий пішак · c2 білий пішак · e2 білий кінь · f2 білий пішак · g2 білий пішак · h2 білий пішак · a1 біла тура · b1 білий кінь · c1 білий слон · d1 білий ферзь · f1 біла тура · g1 білий король | a8 чорна тура · e8 чорний король · f8 чорний слон · g8 чорний кінь · h8 чорна тура · a7 чорний пішак · b7 чорний пішак · d7 чорний кінь · f7 чорний пішак · g7 чорний пішак · h7 чорний пішак · a6 чорний ферзь · c6 чорний пішак · e6 чорний пішак · d5 чорний пішак · e5 білий пішак · d4 білий пішак · a2 білий пішак · b2 білий пішак · c2 білий пішак · e2 білий кінь · f2 білий пішак · g2 білий пішак · h2 білий пішак · a1 біла тура · b1 білий кінь · c1 білий слон · d1 білий ферзь · f1 біла тура · g1 білий король | a8 чорна тура · e8 чорний король · f8 чорний слон · g8 чорний кінь · h8 чорна тура · a7 чорний пішак · b7 чорний пішак · d7 чорний кінь · f7 чорний пішак · g7 чорний пішак · h7 чорний пішак · a6 чорний ферзь · c6 чорний пішак · e6 чорний пішак · d5 чорний пішак · e5 білий пішак · d4 білий пішак · a2 білий пішак · b2 білий пішак · c2 білий пішак · e2 білий кінь · f2 білий пішак · g2 білий пішак · h2 білий пішак · a1 біла тура · b1 білий кінь · c1 білий слон · d1 білий ферзь · f1 біла тура · g1 білий король | a8 чорна тура · e8 чорний король · f8 чорний слон · g8 чорний кінь · h8 чорна тура · a7 чорний пішак · b7 чорний пішак · d7 чорний кінь · f7 чорний пішак · g7 чорний пішак · h7 чорний пішак · a6 чорний ферзь · c6 чорний пішак · e6 чорний пішак · d5 чорний пішак · e5 білий пішак · d4 білий пішак · a2 білий пішак · b2 білий пішак · c2 білий пішак · e2 білий кінь · f2 білий пішак · g2 білий пішак · h2 білий пішак · a1 біла тура · b1 білий кінь · c1 білий слон · d1 білий ферзь · f1 біла тура · g1 білий король | a8 чорна тура · e8 чорний король · f8 чорний слон · g8 чорний кінь · h8 чорна тура · a7 чорний пішак · b7 чорний пішак · d7 чорний кінь · f7 чорний пішак · g7 чорний пішак · h7 чорний пішак · a6 чорний ферзь · c6 чорний пішак · e6 чорний пішак · d5 чорний пішак · e5 білий пішак · d4 білий пішак · a2 білий пішак · b2 білий пішак · c2 білий пішак · e2 білий кінь · f2 білий пішак · g2 білий пішак · h2 білий пішак · a1 біла тура · b1 білий кінь · c1 білий слон · d1 білий ферзь · f1 біла тура · g1 білий король | a8 чорна тура · e8 чорний король · f8 чорний слон · g8 чорний кінь · h8 чорна тура · a7 чорний пішак · b7 чорний пішак · d7 чорний кінь · f7 чорний пішак · g7 чорний пішак · h7 чорний пішак · a6 чорний ферзь · c6 чорний пішак · e6 чорний пішак · d5 чорний пішак · e5 білий пішак · d4 білий пішак · a2 білий пішак · b2 білий пішак · c2 білий пішак · e2 білий кінь · f2 білий пішак · g2 білий пішак · h2 білий пішак · a1 біла тура · b1 білий кінь · c1 білий слон · d1 білий ферзь · f1 біла тура · g1 білий король | a8 чорна тура · e8 чорний король · f8 чорний слон · g8 чорний кінь · h8 чорна тура · a7 чорний пішак · b7 чорний пішак · d7 чорний кінь · f7 чорний пішак · g7 чорний пішак · h7 чорний пішак · a6 чорний ферзь · c6 чорний пішак · e6 чорний пішак · d5 чорний пішак · e5 білий пішак · d4 білий пішак · a2 білий пішак · b2 білий пішак · c2 білий пішак · e2 білий кінь · f2 білий пішак · g2 білий пішак · h2 білий пішак · a1 біла тура · b1 білий кінь · c1 білий слон · d1 білий ферзь · f1 біла тура · g1 білий король | 5 |
| 4 | a8 чорна тура · e8 чорний король · f8 чорний слон · g8 чорний кінь · h8 чорна тура · a7 чорний пішак · b7 чорний пішак · d7 чорний кінь · f7 чорний пішак · g7 чорний пішак · h7 чорний пішак · a6 чорний ферзь · c6 чорний пішак · e6 чорний пішак · d5 чорний пішак · e5 білий пішак · d4 білий пішак · a2 білий пішак · b2 білий пішак · c2 білий пішак · e2 білий кінь · f2 білий пішак · g2 білий пішак · h2 білий пішак · a1 біла тура · b1 білий кінь · c1 білий слон · d1 білий ферзь · f1 біла тура · g1 білий король | a8 чорна тура · e8 чорний король · f8 чорний слон · g8 чорний кінь · h8 чорна тура · a7 чорний пішак · b7 чорний пішак · d7 чорний кінь · f7 чорний пішак · g7 чорний пішак · h7 чорний пішак · a6 чорний ферзь · c6 чорний пішак · e6 чорний пішак · d5 чорний пішак · e5 білий пішак · d4 білий пішак · a2 білий пішак · b2 білий пішак · c2 білий пішак · e2 білий кінь · f2 білий пішак · g2 білий пішак · h2 білий пішак · a1 біла тура · b1 білий кінь · c1 білий слон · d1 білий ферзь · f1 біла тура · g1 білий король | a8 чорна тура · e8 чорний король · f8 чорний слон · g8 чорний кінь · h8 чорна тура · a7 чорний пішак · b7 чорний пішак · d7 чорний кінь · f7 чорний пішак · g7 чорний пішак · h7 чорний пішак · a6 чорний ферзь · c6 чорний пішак · e6 чорний пішак · d5 чорний пішак · e5 білий пішак · d4 білий пішак · a2 білий пішак · b2 білий пішак · c2 білий пішак · e2 білий кінь · f2 білий пішак · g2 білий пішак · h2 білий пішак · a1 біла тура · b1 білий кінь · c1 білий слон · d1 білий ферзь · f1 біла тура · g1 білий король | a8 чорна тура · e8 чорний король · f8 чорний слон · g8 чорний кінь · h8 чорна тура · a7 чорний пішак · b7 чорний пішак · d7 чорний кінь · f7 чорний пішак · g7 чорний пішак · h7 чорний пішак · a6 чорний ферзь · c6 чорний пішак · e6 чорний пішак · d5 чорний пішак · e5 білий пішак · d4 білий пішак · a2 білий пішак · b2 білий пішак · c2 білий пішак · e2 білий кінь · f2 білий пішак · g2 білий пішак · h2 білий пішак · a1 біла тура · b1 білий кінь · c1 білий слон · d1 білий ферзь · f1 біла тура · g1 білий король | a8 чорна тура · e8 чорний король · f8 чорний слон · g8 чорний кінь · h8 чорна тура · a7 чорний пішак · b7 чорний пішак · d7 чорний кінь · f7 чорний пішак · g7 чорний пішак · h7 чорний пішак · a6 чорний ферзь · c6 чорний пішак · e6 чорний пішак · d5 чорний пішак · e5 білий пішак · d4 білий пішак · a2 білий пішак · b2 білий пішак · c2 білий пішак · e2 білий кінь · f2 білий пішак · g2 білий пішак · h2 білий пішак · a1 біла тура · b1 білий кінь · c1 білий слон · d1 білий ферзь · f1 біла тура · g1 білий король | a8 чорна тура · e8 чорний король · f8 чорний слон · g8 чорний кінь · h8 чорна тура · a7 чорний пішак · b7 чорний пішак · d7 чорний кінь · f7 чорний пішак · g7 чорний пішак · h7 чорний пішак · a6 чорний ферзь · c6 чорний пішак · e6 чорний пішак · d5 чорний пішак · e5 білий пішак · d4 білий пішак · a2 білий пішак · b2 білий пішак · c2 білий пішак · e2 білий кінь · f2 білий пішак · g2 білий пішак · h2 білий пішак · a1 біла тура · b1 білий кінь · c1 білий слон · d1 білий ферзь · f1 біла тура · g1 білий король | a8 чорна тура · e8 чорний король · f8 чорний слон · g8 чорний кінь · h8 чорна тура · a7 чорний пішак · b7 чорний пішак · d7 чорний кінь · f7 чорний пішак · g7 чорний пішак · h7 чорний пішак · a6 чорний ферзь · c6 чорний пішак · e6 чорний пішак · d5 чорний пішак · e5 білий пішак · d4 білий пішак · a2 білий пішак · b2 білий пішак · c2 білий пішак · e2 білий кінь · f2 білий пішак · g2 білий пішак · h2 білий пішак · a1 біла тура · b1 білий кінь · c1 білий слон · d1 білий ферзь · f1 біла тура · g1 білий король | a8 чорна тура · e8 чорний король · f8 чорний слон · g8 чорний кінь · h8 чорна тура · a7 чорний пішак · b7 чорний пішак · d7 чорний кінь · f7 чорний пішак · g7 чорний пішак · h7 чорний пішак · a6 чорний ферзь · c6 чорний пішак · e6 чорний пішак · d5 чорний пішак · e5 білий пішак · d4 білий пішак · a2 білий пішак · b2 білий пішак · c2 білий пішак · e2 білий кінь · f2 білий пішак · g2 білий пішак · h2 білий пішак · a1 біла тура · b1 білий кінь · c1 білий слон · d1 білий ферзь · f1 біла тура · g1 білий король | 4 |
| 3 | a8 чорна тура · e8 чорний король · f8 чорний слон · g8 чорний кінь · h8 чорна тура · a7 чорний пішак · b7 чорний пішак · d7 чорний кінь · f7 чорний пішак · g7 чорний пішак · h7 чорний пішак · a6 чорний ферзь · c6 чорний пішак · e6 чорний пішак · d5 чорний пішак · e5 білий пішак · d4 білий пішак · a2 білий пішак · b2 білий пішак · c2 білий пішак · e2 білий кінь · f2 білий пішак · g2 білий пішак · h2 білий пішак · a1 біла тура · b1 білий кінь · c1 білий слон · d1 білий ферзь · f1 біла тура · g1 білий король | a8 чорна тура · e8 чорний король · f8 чорний слон · g8 чорний кінь · h8 чорна тура · a7 чорний пішак · b7 чорний пішак · d7 чорний кінь · f7 чорний пішак · g7 чорний пішак · h7 чорний пішак · a6 чорний ферзь · c6 чорний пішак · e6 чорний пішак · d5 чорний пішак · e5 білий пішак · d4 білий пішак · a2 білий пішак · b2 білий пішак · c2 білий пішак · e2 білий кінь · f2 білий пішак · g2 білий пішак · h2 білий пішак · a1 біла тура · b1 білий кінь · c1 білий слон · d1 білий ферзь · f1 біла тура · g1 білий король | a8 чорна тура · e8 чорний король · f8 чорний слон · g8 чорний кінь · h8 чорна тура · a7 чорний пішак · b7 чорний пішак · d7 чорний кінь · f7 чорний пішак · g7 чорний пішак · h7 чорний пішак · a6 чорний ферзь · c6 чорний пішак · e6 чорний пішак · d5 чорний пішак · e5 білий пішак · d4 білий пішак · a2 білий пішак · b2 білий пішак · c2 білий пішак · e2 білий кінь · f2 білий пішак · g2 білий пішак · h2 білий пішак · a1 біла тура · b1 білий кінь · c1 білий слон · d1 білий ферзь · f1 біла тура · g1 білий король | a8 чорна тура · e8 чорний король · f8 чорний слон · g8 чорний кінь · h8 чорна тура · a7 чорний пішак · b7 чорний пішак · d7 чорний кінь · f7 чорний пішак · g7 чорний пішак · h7 чорний пішак · a6 чорний ферзь · c6 чорний пішак · e6 чорний пішак · d5 чорний пішак · e5 білий пішак · d4 білий пішак · a2 білий пішак · b2 білий пішак · c2 білий пішак · e2 білий кінь · f2 білий пішак · g2 білий пішак · h2 білий пішак · a1 біла тура · b1 білий кінь · c1 білий слон · d1 білий ферзь · f1 біла тура · g1 білий король | a8 чорна тура · e8 чорний король · f8 чорний слон · g8 чорний кінь · h8 чорна тура · a7 чорний пішак · b7 чорний пішак · d7 чорний кінь · f7 чорний пішак · g7 чорний пішак · h7 чорний пішак · a6 чорний ферзь · c6 чорний пішак · e6 чорний пішак · d5 чорний пішак · e5 білий пішак · d4 білий пішак · a2 білий пішак · b2 білий пішак · c2 білий пішак · e2 білий кінь · f2 білий пішак · g2 білий пішак · h2 білий пішак · a1 біла тура · b1 білий кінь · c1 білий слон · d1 білий ферзь · f1 біла тура · g1 білий король | a8 чорна тура · e8 чорний король · f8 чорний слон · g8 чорний кінь · h8 чорна тура · a7 чорний пішак · b7 чорний пішак · d7 чорний кінь · f7 чорний пішак · g7 чорний пішак · h7 чорний пішак · a6 чорний ферзь · c6 чорний пішак · e6 чорний пішак · d5 чорний пішак · e5 білий пішак · d4 білий пішак · a2 білий пішак · b2 білий пішак · c2 білий пішак · e2 білий кінь · f2 білий пішак · g2 білий пішак · h2 білий пішак · a1 біла тура · b1 білий кінь · c1 білий слон · d1 білий ферзь · f1 біла тура · g1 білий король | a8 чорна тура · e8 чорний король · f8 чорний слон · g8 чорний кінь · h8 чорна тура · a7 чорний пішак · b7 чорний пішак · d7 чорний кінь · f7 чорний пішак · g7 чорний пішак · h7 чорний пішак · a6 чорний ферзь · c6 чорний пішак · e6 чорний пішак · d5 чорний пішак · e5 білий пішак · d4 білий пішак · a2 білий пішак · b2 білий пішак · c2 білий пішак · e2 білий кінь · f2 білий пішак · g2 білий пішак · h2 білий пішак · a1 біла тура · b1 білий кінь · c1 білий слон · d1 білий ферзь · f1 біла тура · g1 білий король | a8 чорна тура · e8 чорний король · f8 чорний слон · g8 чорний кінь · h8 чорна тура · a7 чорний пішак · b7 чорний пішак · d7 чорний кінь · f7 чорний пішак · g7 чорний пішак · h7 чорний пішак · a6 чорний ферзь · c6 чорний пішак · e6 чорний пішак · d5 чорний пішак · e5 білий пішак · d4 білий пішак · a2 білий пішак · b2 білий пішак · c2 білий пішак · e2 білий кінь · f2 білий пішак · g2 білий пішак · h2 білий пішак · a1 біла тура · b1 білий кінь · c1 білий слон · d1 білий ферзь · f1 біла тура · g1 білий король | 3 |
| 2 | a8 чорна тура · e8 чорний король · f8 чорний слон · g8 чорний кінь · h8 чорна тура · a7 чорний пішак · b7 чорний пішак · d7 чорний кінь · f7 чорний пішак · g7 чорний пішак · h7 чорний пішак · a6 чорний ферзь · c6 чорний пішак · e6 чорний пішак · d5 чорний пішак · e5 білий пішак · d4 білий пішак · a2 білий пішак · b2 білий пішак · c2 білий пішак · e2 білий кінь · f2 білий пішак · g2 білий пішак · h2 білий пішак · a1 біла тура · b1 білий кінь · c1 білий слон · d1 білий ферзь · f1 біла тура · g1 білий король | a8 чорна тура · e8 чорний король · f8 чорний слон · g8 чорний кінь · h8 чорна тура · a7 чорний пішак · b7 чорний пішак · d7 чорний кінь · f7 чорний пішак · g7 чорний пішак · h7 чорний пішак · a6 чорний ферзь · c6 чорний пішак · e6 чорний пішак · d5 чорний пішак · e5 білий пішак · d4 білий пішак · a2 білий пішак · b2 білий пішак · c2 білий пішак · e2 білий кінь · f2 білий пішак · g2 білий пішак · h2 білий пішак · a1 біла тура · b1 білий кінь · c1 білий слон · d1 білий ферзь · f1 біла тура · g1 білий король | a8 чорна тура · e8 чорний король · f8 чорний слон · g8 чорний кінь · h8 чорна тура · a7 чорний пішак · b7 чорний пішак · d7 чорний кінь · f7 чорний пішак · g7 чорний пішак · h7 чорний пішак · a6 чорний ферзь · c6 чорний пішак · e6 чорний пішак · d5 чорний пішак · e5 білий пішак · d4 білий пішак · a2 білий пішак · b2 білий пішак · c2 білий пішак · e2 білий кінь · f2 білий пішак · g2 білий пішак · h2 білий пішак · a1 біла тура · b1 білий кінь · c1 білий слон · d1 білий ферзь · f1 біла тура · g1 білий король | a8 чорна тура · e8 чорний король · f8 чорний слон · g8 чорний кінь · h8 чорна тура · a7 чорний пішак · b7 чорний пішак · d7 чорний кінь · f7 чорний пішак · g7 чорний пішак · h7 чорний пішак · a6 чорний ферзь · c6 чорний пішак · e6 чорний пішак · d5 чорний пішак · e5 білий пішак · d4 білий пішак · a2 білий пішак · b2 білий пішак · c2 білий пішак · e2 білий кінь · f2 білий пішак · g2 білий пішак · h2 білий пішак · a1 біла тура · b1 білий кінь · c1 білий слон · d1 білий ферзь · f1 біла тура · g1 білий король | a8 чорна тура · e8 чорний король · f8 чорний слон · g8 чорний кінь · h8 чорна тура · a7 чорний пішак · b7 чорний пішак · d7 чорний кінь · f7 чорний пішак · g7 чорний пішак · h7 чорний пішак · a6 чорний ферзь · c6 чорний пішак · e6 чорний пішак · d5 чорний пішак · e5 білий пішак · d4 білий пішак · a2 білий пішак · b2 білий пішак · c2 білий пішак · e2 білий кінь · f2 білий пішак · g2 білий пішак · h2 білий пішак · a1 біла тура · b1 білий кінь · c1 білий слон · d1 білий ферзь · f1 біла тура · g1 білий король | a8 чорна тура · e8 чорний король · f8 чорний слон · g8 чорний кінь · h8 чорна тура · a7 чорний пішак · b7 чорний пішак · d7 чорний кінь · f7 чорний пішак · g7 чорний пішак · h7 чорний пішак · a6 чорний ферзь · c6 чорний пішак · e6 чорний пішак · d5 чорний пішак · e5 білий пішак · d4 білий пішак · a2 білий пішак · b2 білий пішак · c2 білий пішак · e2 білий кінь · f2 білий пішак · g2 білий пішак · h2 білий пішак · a1 біла тура · b1 білий кінь · c1 білий слон · d1 білий ферзь · f1 біла тура · g1 білий король | a8 чорна тура · e8 чорний король · f8 чорний слон · g8 чорний кінь · h8 чорна тура · a7 чорний пішак · b7 чорний пішак · d7 чорний кінь · f7 чорний пішак · g7 чорний пішак · h7 чорний пішак · a6 чорний ферзь · c6 чорний пішак · e6 чорний пішак · d5 чорний пішак · e5 білий пішак · d4 білий пішак · a2 білий пішак · b2 білий пішак · c2 білий пішак · e2 білий кінь · f2 білий пішак · g2 білий пішак · h2 білий пішак · a1 біла тура · b1 білий кінь · c1 білий слон · d1 білий ферзь · f1 біла тура · g1 білий король | a8 чорна тура · e8 чорний король · f8 чорний слон · g8 чорний кінь · h8 чорна тура · a7 чорний пішак · b7 чорний пішак · d7 чорний кінь · f7 чорний пішак · g7 чорний пішак · h7 чорний пішак · a6 чорний ферзь · c6 чорний пішак · e6 чорний пішак · d5 чорний пішак · e5 білий пішак · d4 білий пішак · a2 білий пішак · b2 білий пішак · c2 білий пішак · e2 білий кінь · f2 білий пішак · g2 білий пішак · h2 білий пішак · a1 біла тура · b1 білий кінь · c1 білий слон · d1 білий ферзь · f1 біла тура · g1 білий король | 2 |
| 1 | a8 чорна тура · e8 чорний король · f8 чорний слон · g8 чорний кінь · h8 чорна тура · a7 чорний пішак · b7 чорний пішак · d7 чорний кінь · f7 чорний пішак · g7 чорний пішак · h7 чорний пішак · a6 чорний ферзь · c6 чорний пішак · e6 чорний пішак · d5 чорний пішак · e5 білий пішак · d4 білий пішак · a2 білий пішак · b2 білий пішак · c2 білий пішак · e2 білий кінь · f2 білий пішак · g2 білий пішак · h2 білий пішак · a1 біла тура · b1 білий кінь · c1 білий слон · d1 білий ферзь · f1 біла тура · g1 білий король | a8 чорна тура · e8 чорний король · f8 чорний слон · g8 чорний кінь · h8 чорна тура · a7 чорний пішак · b7 чорний пішак · d7 чорний кінь · f7 чорний пішак · g7 чорний пішак · h7 чорний пішак · a6 чорний ферзь · c6 чорний пішак · e6 чорний пішак · d5 чорний пішак · e5 білий пішак · d4 білий пішак · a2 білий пішак · b2 білий пішак · c2 білий пішак · e2 білий кінь · f2 білий пішак · g2 білий пішак · h2 білий пішак · a1 біла тура · b1 білий кінь · c1 білий слон · d1 білий ферзь · f1 біла тура · g1 білий король | a8 чорна тура · e8 чорний король · f8 чорний слон · g8 чорний кінь · h8 чорна тура · a7 чорний пішак · b7 чорний пішак · d7 чорний кінь · f7 чорний пішак · g7 чорний пішак · h7 чорний пішак · a6 чорний ферзь · c6 чорний пішак · e6 чорний пішак · d5 чорний пішак · e5 білий пішак · d4 білий пішак · a2 білий пішак · b2 білий пішак · c2 білий пішак · e2 білий кінь · f2 білий пішак · g2 білий пішак · h2 білий пішак · a1 біла тура · b1 білий кінь · c1 білий слон · d1 білий ферзь · f1 біла тура · g1 білий король | a8 чорна тура · e8 чорний король · f8 чорний слон · g8 чорний кінь · h8 чорна тура · a7 чорний пішак · b7 чорний пішак · d7 чорний кінь · f7 чорний пішак · g7 чорний пішак · h7 чорний пішак · a6 чорний ферзь · c6 чорний пішак · e6 чорний пішак · d5 чорний пішак · e5 білий пішак · d4 білий пішак · a2 білий пішак · b2 білий пішак · c2 білий пішак · e2 білий кінь · f2 білий пішак · g2 білий пішак · h2 білий пішак · a1 біла тура · b1 білий кінь · c1 білий слон · d1 білий ферзь · f1 біла тура · g1 білий король | a8 чорна тура · e8 чорний король · f8 чорний слон · g8 чорний кінь · h8 чорна тура · a7 чорний пішак · b7 чорний пішак · d7 чорний кінь · f7 чорний пішак · g7 чорний пішак · h7 чорний пішак · a6 чорний ферзь · c6 чорний пішак · e6 чорний пішак · d5 чорний пішак · e5 білий пішак · d4 білий пішак · a2 білий пішак · b2 білий пішак · c2 білий пішак · e2 білий кінь · f2 білий пішак · g2 білий пішак · h2 білий пішак · a1 біла тура · b1 білий кінь · c1 білий слон · d1 білий ферзь · f1 біла тура · g1 білий король | a8 чорна тура · e8 чорний король · f8 чорний слон · g8 чорний кінь · h8 чорна тура · a7 чорний пішак · b7 чорний пішак · d7 чорний кінь · f7 чорний пішак · g7 чорний пішак · h7 чорний пішак · a6 чорний ферзь · c6 чорний пішак · e6 чорний пішак · d5 чорний пішак · e5 білий пішак · d4 білий пішак · a2 білий пішак · b2 білий пішак · c2 білий пішак · e2 білий кінь · f2 білий пішак · g2 білий пішак · h2 білий пішак · a1 біла тура · b1 білий кінь · c1 білий слон · d1 білий ферзь · f1 біла тура · g1 білий король | a8 чорна тура · e8 чорний король · f8 чорний слон · g8 чорний кінь · h8 чорна тура · a7 чорний пішак · b7 чорний пішак · d7 чорний кінь · f7 чорний пішак · g7 чорний пішак · h7 чорний пішак · a6 чорний ферзь · c6 чорний пішак · e6 чорний пішак · d5 чорний пішак · e5 білий пішак · d4 білий пішак · a2 білий пішак · b2 білий пішак · c2 білий пішак · e2 білий кінь · f2 білий пішак · g2 білий пішак · h2 білий пішак · a1 біла тура · b1 білий кінь · c1 білий слон · d1 білий ферзь · f1 біла тура · g1 білий король | a8 чорна тура · e8 чорний король · f8 чорний слон · g8 чорний кінь · h8 чорна тура · a7 чорний пішак · b7 чорний пішак · d7 чорний кінь · f7 чорний пішак · g7 чорний пішак · h7 чорний пішак · a6 чорний ферзь · c6 чорний пішак · e6 чорний пішак · d5 чорний пішак · e5 білий пішак · d4 білий пішак · a2 білий пішак · b2 білий пішак · c2 білий пішак · e2 білий кінь · f2 білий пішак · g2 білий пішак · h2 білий пішак · a1 біла тура · b1 білий кінь · c1 білий слон · d1 білий ферзь · f1 біла тура · g1 білий король | 1 |
|   | a | b | c | d | e | f | g | h |   |

У партії Німцович — Гізе, 1913, виникла позиція на діаграмі, де визначальне значення має пішаковий ланцюг білих d4-e5.
Пішака е5 захищає тільки пішак d4, який може бути знищений проривом чорних с6-с5. У той час як, за планом Німцовича, на місце пішака d4 повинен був прийти кінь, пішак е5 залишиться беззахисним. Тому саме е5 і є той стратегічний пункт, який потребує надлишкового захисту. Для цього, перш за все, кінь з ферзевого флангу перекидається на королівський.
9. Кd2 Кe7 
10. Кf3!
Перший захист пункту е5 здійснений конем.
10... Кg6 
11. Лe1!
Другий захист - турою. Кінь  е2  може піти в будь-який момент.
11... Сb4
Гізе також намагається впливати на пункт  е5 . З цією метою він робить  маневр слона  b4-a5-c7 .
12. с3 Са5 
13. Сf4!
Третій захист - слоном. Стратегічно важливий пункт  е5  захищений з «запасом». Це дозволило білим повністю заволодіти центром і дало можливість згодом провести атаку на короля резервними захисниками.